# Hadmar I av Kuenring

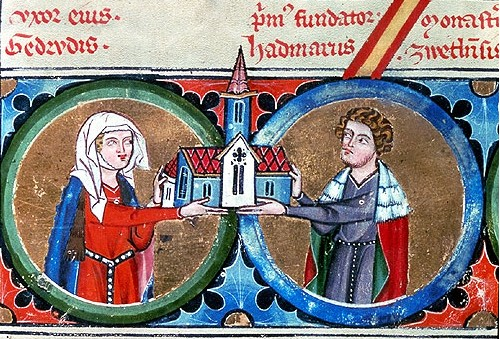
Hadmar I och Gertrud, handskrift omkring 1310.

Hadmar I av Kuenring, död 27 maj 1138, tillhörde den österrikiska ministerialadeln under medeltiden. Han var den första av ätten Kuenring som använde binamnet av Kuenring och räknas därmed som grundare av borgen Kuenring. Han var gift med Gertrud, men dog barnlös.
Känd är Hadmar I bland annat som grundare av klostret Zwettl och borgen Dürnstein.  